# Bildung von unten
Unter Bildung von unten wird pädagogisch die Aufhebung des Unterschieds zwischen Lehrenden und Lernendem (wie er für den Frontalunterricht typisch ist), und die Aufhebung des Unterschieds zwischen Theorie und Praxis verstanden. Inhaltlich steht die selbstbestimmte Erarbeitung nicht-hegemonialen Wissens von zumeist emanzipatorischer Prägung im Vordergrund. Nutznießer dieser Bildung sind häufig Menschen mit unterdurchschnittlichen kulturellen und finanziellen Möglichkeiten. Die Bildung von unten versteht sich als Politische Bildung.

## Popular Education
Die Popular Education (portugiesisch: educação popular – Volksbildung) wurde von Paulo Freire als eine Bildung von unten für analphabetische Bauern in Lateinamerika entwickelt. Seit einigen Jahren gewinnen diese Ansätze weltweit an Bedeutung. So gibt es
- die Workshops der Erwerbslosen in Argentinien
- die Seminare der kanadischen Postgewerkschaft oder
- die fünfwöchige Roadshow Trapese durch Großbritannien vor dem G8-Gipfel in Gleneagles 2005.

Das Ziel von Popular Education ist nicht bloße Wissensvermittlung, sondern gesellschaftlicher Wandel. Wirklicher gesellschaftlichen Wandel könne aber nur erreicht werden, wenn auch die Menschen sich verändern. Hierbei gelten die Grundsätze: positiv, produktiv und partizipativ.
Man könne nur miteinander lernen, so der Ansatz, wenn alle aus unterschiedlichen Lebenserfahrungen kommen. Nur so könne gewährleistet werden, dass die Zukunft aktiv und selbstbestimmt – von unten – gestaltet wird.

## Arbeiterbildung/Gewerkschaftliche Bildungsarbeit
Die Proletkult-Bewegung zu Anfang des 20. Jahrhunderts ging davon aus, dass die Arbeiterbildung eine ganz andere sei als die bürgerliche Bildung. Mit der Sommerschule in Capri und später mit dem Aufbau von Arbeiteruniversitäten sollte eine Bildung von unten realisiert werden. In der DDR wurden in den 50er Jahren spezielle Arbeiter-und-Bauern-Fakultäten gegründet.
Innerhalb der Arbeiterbildung wurde des Öfteren darauf aufmerksam gemacht, dass die Bildung, wie sie in den herrschenden Bildungsinstitutionen vorkomme, weder Arbeitern und Arbeiterkindern gerecht werde, noch sie gleichmäßig partizipieren lasse. Für die gewerkschaftliche Bildungsarbeit entwickelte insbesondere Oskar Negt einen Ansatz, der von der Lebensrealität der Arbeiter ausgeht und sie sich in erster Linie gegenseitig bilden lassen.

## Volks-Unis
Mit den Kritischen Unis der 68er und den Volks-Unis der 80er Jahre wurde versucht, eine Bildung zu organisieren, die ohne hierarchisches Verhältnis auskommt. Zudem sollte Theorie praktisch werden und die Bildungsinstitutionen sollten sich Menschen öffnen, die sonst keinen Zugang zu Hochschulen haben. Frigga Haug als Mitbegründerin der VolksUni Berlin sprach hier explizit vom Ansatz einer Bildung von unten.

## Archive von unten
Bereits in der Arbeiterbewegung, aber auch in den Neuen Sozialen Bewegungen, gründeten sich Archive von unten, mit deren Hilfe ein Wissen über die eigene politische, soziale und kulturelle Geschichte etabliert werden sollte. Archive von unten fühlen sich somit einer Geschichtsschreibung verpflichtet, die als Geschichte von unten bezeichnet wird. Es handelt sich hierbei um politische Alltagsgeschichte, die in Vergessenheit geraten ist. Einer Geschichte von unten fühlen sich auch die Geschichtswerkstätten verbunden.

## Internet
Das Internet bietet neue Möglichkeiten für eine Bildung von unten. Projekte wie Wikipedia als Online-Enzyklopädie oder die Lern-Plattform/-Umgebung Wikiversity, die auch ohne zertifizierte Experten auskommen und ein hohes Maß an Vernetzung aufweisen, machen neue Formen einer Bildung von unten möglich. Allerdings ergeben sich Einschränkungen, da ein Internetzugang und Fertigkeiten im Umgang mit einem Computer vorausgesetzt werden.